# 大門町 (さいたま市)
大門町（だいもんちょう）は、埼玉県さいたま市大宮区の町名。現行行政地名は大門町一丁目から大門町三丁目。住居表示未実施地区。郵便番号は330-0846。

## 地理
さいたま市大宮区の中央部に位置する。大宮駅東口に面し、大宮の中心街である。江戸期の大宮宿甚之丞新田の小字大門（大宮宿大門町）が地名の由来。

## 歴史
- 1915年（大正4年） - アメリカより来日した婦人宣教師エリザベツ・フローラ・アプタン（さいたま市名誉市民）[6]が、現在の大門町に当たる場所に「愛仕幼稚園」を開園する[7][8]。なお、同園は高鼻町一丁目に移転して所在する。
- 1945年（昭和20年）頃 - 大宮駅前の闇市が駅前中央通りと旧国道16号の間の氷川参道内に1年間の期間限定で移転する[9][10]。しかし、実際は40年以上も居住者が当地に留まり続けた。
- 1948年（昭和23年）3月7日 - 町域に当たる場所に自治体警察大宮市警察署（現・大宮警察署）が開設される。
- 1956年（昭和31年）
  - 6月16日 - 大宮警察署が土手町一丁目へ移転する。
  - 7月10日 - 町名地番変更により、大字大宮および大字高鼻の各一部から大門町一丁目 - 三丁目が成立[11][5]。
- 1960年（昭和35年）8月13日 - 東口駅前で火災発生、繁華街を焼失する[12]。
- 1962年（昭和37年）10月4日 - 地内に「大宮駅前新共栄会商店街ビル」が完成し、オープンする。
- 1963年（昭和38年）8月15日 - 旧中山道と中央通りの交差点に中山道横断地下道（地下横断歩道）が完工する[12][13]。
- 1966年（昭和41年）
  - 11月3日 - 地内に大宮市役所（後の大宮区役所）の市庁舎が落成する[12]。
  - 12月7日 - 地内に複合商業ビル「大宮中央デパート」が完成し、オープンする[14]。
- 1970年（昭和45年）11月2日 - 地内に大宮高島屋がオープンする。
- 1971年（昭和46年）6月11日 - 旧中山道と中央通りの交差点がスクランブル交差点に改修される[12]。
- 1977年（昭和52年）10月1日 - 大宮小学校の敷地の北側に公立の「大宮市立幼児教育センター付属幼稚園」（後のさいたま市立幼児教育センター付属幼稚園）が開園する[15]。
- 1984年（昭和59年）2月 - 大宮市役所前に静態保存されている国鉄C12形蒸気機関車の29号機が、吉敷町の山丸児童公園（山丸公園）に移転する[16]。
- 1985年（昭和60年）- 氷川地区参道整備事業に着手、 町域東端にある氷川参道内の住居やバラック店舗の立ち退きが行われ、跡地に緑地が整備される[9][10][17]。
- 1986年（昭和61年）7月21日 - 大宮駅東口周辺の放置自転車対策として、大門町三丁目地内の市役所庁舎裏に大宮駅東口大門町自転車駐車場（収容台数3001台）が開設され、利用が開始される[18]。
- 1989年（平成元年）7月 - 氷川参道の緑地が改修され、氷川参道平成ひろばが整備される[9][19][17]。
- 2001年（平成13年）5月1日 - 浦和市・大宮市・与野市が合併し、さいたま市が発足。同市の町名となる。
- 2003年（平成15年）4月1日 - さいたま市が政令指定都市に移行し、同市大宮区の町名となる。
- 2013年（平成25年）3月 - 大宮駅東口大門町2丁目中地区市街地再開発事業の都市計画が決定される[20]。
- 2017年（平成29年）6月25日 - 再開発により「大宮中央デパート」が閉館する[14]。
- 2018年（平成30年）
  - 3月31日 - さいたま市立幼児教育センター付属幼稚園の第39回修了証書授与式および閉園式が3月9日に行われ、閉園。
  - 4月 - 大門町1丁目、2丁目が暴力団排除特別強化地域を設定。暴力団員との間で みかじめ料のやり取りが禁止された[21]。
- 2019年（平成31年・令和元年）
  - 4月25日 - 整備が進められていた氷川緑道西通線の南区間（約700 m）で相互通行が可能になる[22]。
  - 5月7日 - 大宮区役所が吉敷町一丁目に移転する[23]。
- 2022年（令和4年）11月27日 - 早朝、駅前のビルの室外機から出火。午後7時過ぎに鎮火するまで約12時間にわたり燃え続けた。ケガ人は無かったが[24]マツモトキヨシ、マクドナルドなどが入居するビル3棟が焼失。

## 世帯数と人口
2017年（平成29年）9月1日時点の世帯数と人口は以下の通りである。
| 丁目         | 世帯数  | 人口    |
| ------------ | ------- | ------- |
| 大門町一丁目 | 17世帯  | 29人    |
| 大門町二丁目 | 32世帯  | 62人    |
| 大門町三丁目 | 670世帯 | 1,341人 |
| 計           | 719世帯 | 1,432人 |

## 小・中学校の学区
市立小・中学校に通う場合、学区（校区）は以下の通りとなる。
| 丁目         | 区域 | 小学校                 | 中学校                   |
| ------------ | ---- | ---------------------- | ------------------------ |
| 大門町一丁目 | 全域 | さいたま市立大宮小学校 | さいたま市立大宮東中学校 |
| 大門町二丁目 | 全域 | さいたま市立大宮小学校 | さいたま市立大宮東中学校 |
| 大門町三丁目 | 全域 | さいたま市立大宮小学校 | さいたま市立大宮東中学校 |

## 交通

### 鉄道
- 大宮駅 - 駅は錦町に所在。東口駅前広場が大門町一丁目に位置する。

### 道路
- 埼玉県道90号大宮停車場線（旧中山道）
- 埼玉県道164号鴻巣桶川さいたま線（旧中山道）
- 埼玉県道214号新方須賀さいたま線（大宮中央通り）
- 氷川緑道西通線
- 一の宮通り（オレンジロード）
- すずらん通り[26]
- カモメ通り - 「ときわ通り」とも
- ペンギン通り

## 施設
町域が大宮駅前であるため数多くの商業施設や民間施設が立地する。かつて大宮区役所があったが、2019年5月7日に吉敷町一丁目の新庁舎へ移転した。また、埼玉県では数少ない公立幼稚園の「さいたま市立幼児教育センター付属幼稚園」が大宮小学校内に立地していたが、2018年で閉園した。
- さいたま市立大宮小学校
- 三井住友銀行大宮支店
- 埼玉りそな銀行大宮支店
- 東和銀行大宮支店
- 三井住友信託銀行大宮支店／大宮駅前支店
- 三菱UFJ信託銀行大宮支店
- 大宮高島屋
- 大宮南銀座
- 大門三丁目公園
- 氷川緑地（平成ひろば）
- 大宮門街